# Myrsine palauensis
Myrsine palauensis là một loài thực vật có hoa trong họ Anh thảo. Loài này được (Mez) Fosberg & Sachet mô tả khoa học đầu tiên năm 1980.